# 克羅伊斯

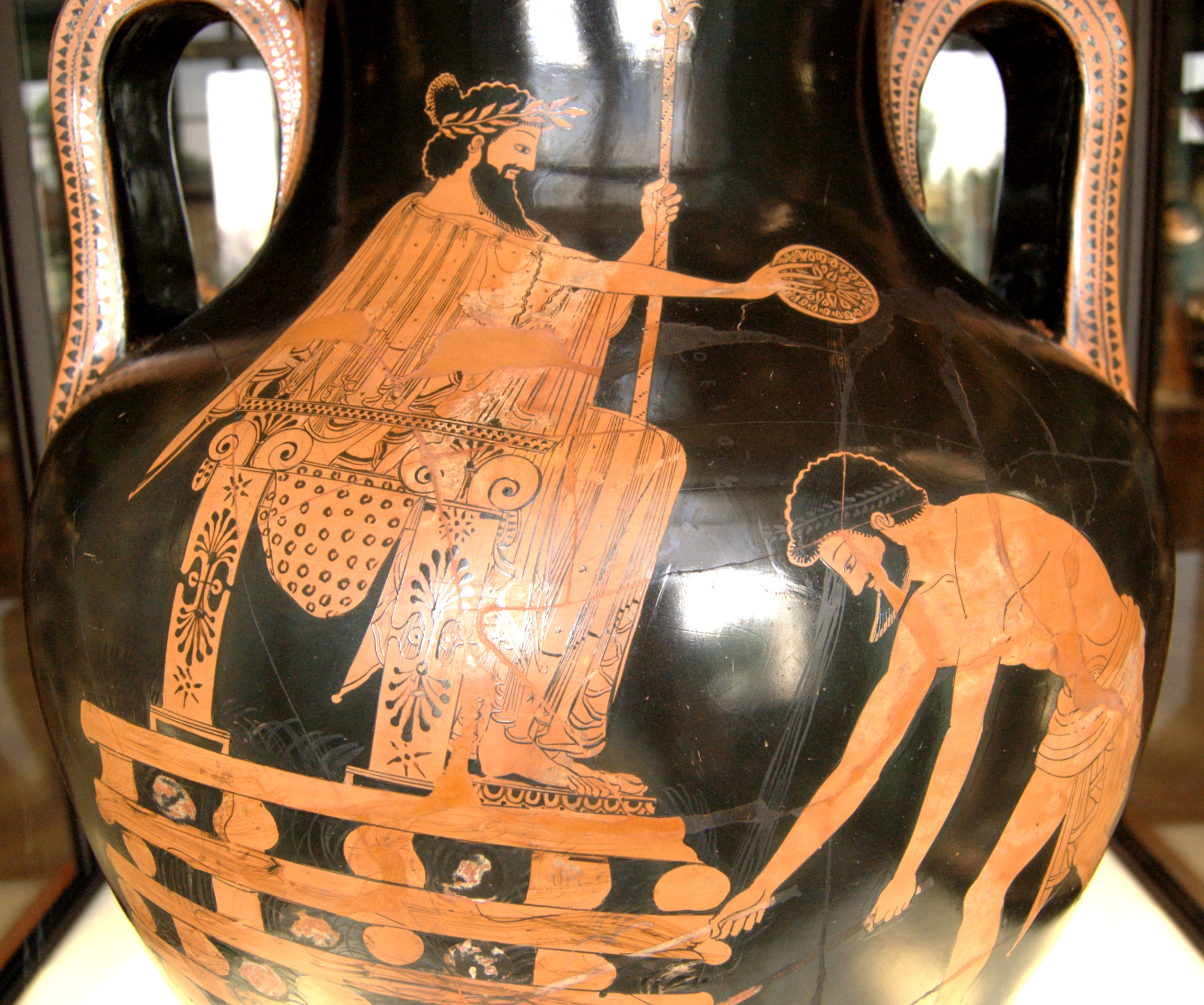
在这个公元前5世纪的阿提卡式双耳瓶上，绘制的是克罗伊斯被处火刑时的场景

克罗伊斯（前595年—前546年），吕底亚王国最后一位君主，公元前561年即位一直到公元前546年被波斯帝国的居鲁士大帝打败为止，在位15年。

## 财富和货币
在古希腊和古波斯文化中，克罗伊斯这个名字似乎已经成为一个有钱人的标志。 直到如今，在很多英语国家，经常还会用“像克罗伊斯一样富有”或者“比克罗伊斯还要富有”来形容非常有钱的人。
克罗伊斯被认为是第一个发行纯金和纯银货币，并且使其标准化用于普遍流通的人。在此之前，吕底亚一直流通的是琥珀金金币，是一种从天然河沙中提炼出的金银合金。后来的金币，包括一些大英博物馆馆藏的金币，都是用加盐培热除银的方法来提纯。 克罗伊斯发行的纯金货币斯塔特，是由二十四克拉纯金制成，还可以细分成1/2、1/3、1/6、1/12等更小的单位，因此促成了金衡制的发展。而且，克罗伊斯采用了金银复本位制度，银币用于交易数额较小的场合，成为以后的货币历史主流。另外，吕底亚人发明了我们今天挂在口上的“试金石”，它是种黑石头，金匠把金器在黑石上划出条痕，然后把条痕与一组二十四支由含有不同金、银、铜等组合的试金针划痕加以比较。若是符合第二十四支试金针所划出的条痕，就表示这个金器是纯金的。

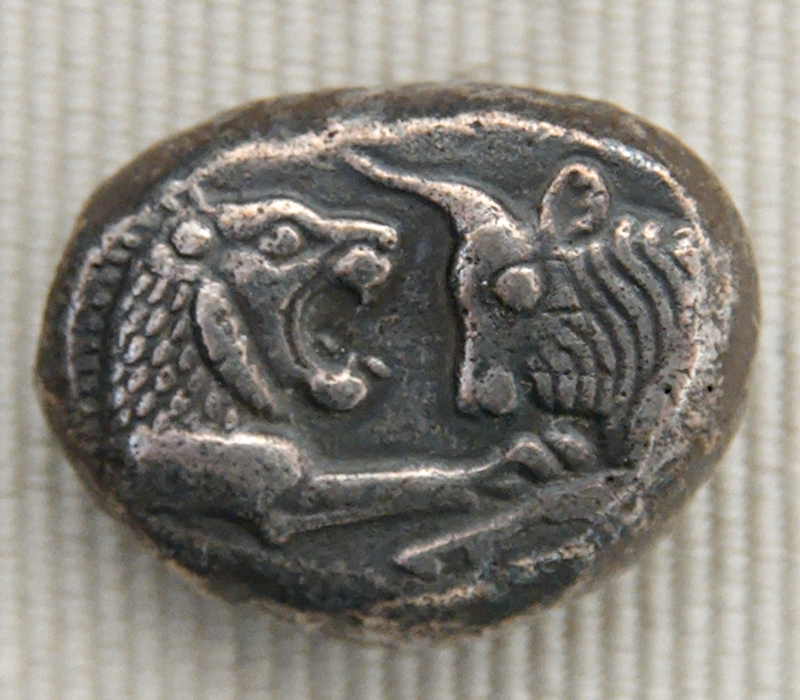
吕底亚克罗伊斯时期（公元前550-公元前546年）发行的1/2斯塔特银币。